# Raesfeld
Raesfeld ([ˈraːsˌfɛlt]) is een plaats en gemeente in de Duitse deelstaat Noordrijn-Westfalen, gelegen in de Kreis Borken. De gemeente telde op de peildatum van de meest recente statistiek 11.515 inwoners (31 december 2020) op een oppervlakte van 57,82 km². Naburige steden zijn onder andere Rhede, Borken en Dorsten.

## Geschiedenis
De geschiedenis van het dorp Raesfeld is altijd sterk met die van het kasteel verweven geweest. In het dorp Erle zijn uit de periode 3000 v.C.-700 belangrijke archeologische vondsten gedaan, waaronder talrijke grafheuvels. 
In Erle is een NAVO-eenheid voor luchtdoelraketten gestationeerd geweest. Van 1965 tot 1975 waren hier Nederlandse luchtmachters van 221 Squadron van de 2e Groep Geleide Wapens en van 1977 tot 1983 Belgische militairen gelegerd.

## Indeling van de gemeente

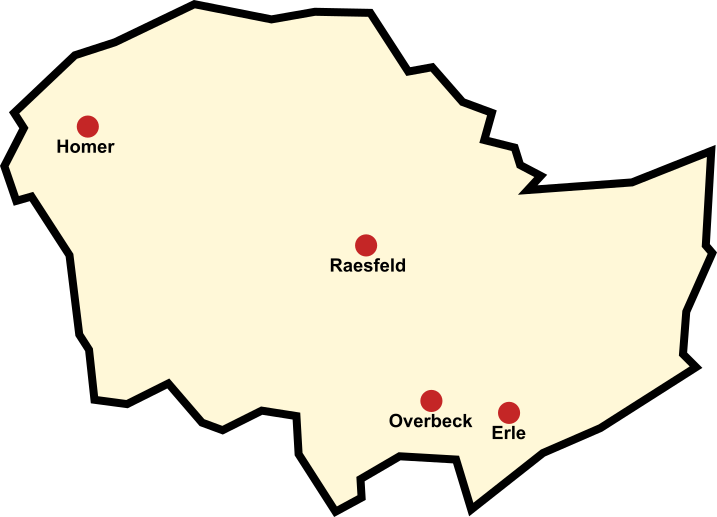
De Ortsteile van Raesfeld

Naast het hoofddorp Raesfeld bestaat de gemeente uit het begin 2022 3.695 inwoners tellende dorp Erle en het noordelijke gedeelte van Overbeck, dat evenals Erle tot 1975 een zelfstandige gemeente was. 
Verder liggen in de gemeente een groot aantal Bauerschaften. Dat zijn gehuchten, meest bestaande uit een groep verspreid staande, maar om historische redenen bij elkaar behorende boerderijen.  Van deze gehuchten is Homer nog  het belangrijkste. De andere gehuchten zijn Freiheit, Winkelschulte, Westrich, Brink, Möllmann, Femeiche, Östrich, Brook en Löchte.

## Ligging, infrastructuur
Door Raesfeld loopt de Bundesstraße 70 Wesel - Gronau (Westfalen). Oostelijk van het dorp loopt de Bundesstraße 224, die zuidwaarts, via o.a. Erle,  naar Gelsenkirchen loopt. Enige kilometers ten zuidoosten van Erle kruist de B 224 de  Autobahn A 31 bij afrit 58.
Raesfeld ligt niet aan of nabij een spoorlijn. De dichtstbij gelegen stations, waar reizigerstreinen stoppen, staan in Wesel (22 km), Dorsten-Rhade (ca. 8 km) en Borken (ca. 10 km).  Het openbaar vervoer is er beperkt tot slechts enkele malen per dag, en in de weekends vaak helemaal niet rijdende, busdiensten van en naar deze spoorwegstations, in sommige gevallen in de vorm van een belbus.

## Economie
De belangrijkste bron van inkomsten in de gemeente Raesfeld is het toerisme. Aan de noord- en oostkant van Raesfeld liggen twee bedrijventerreinen voor met name lokaal midden- en kleinbedrijf.

## Bezienswaardigheden

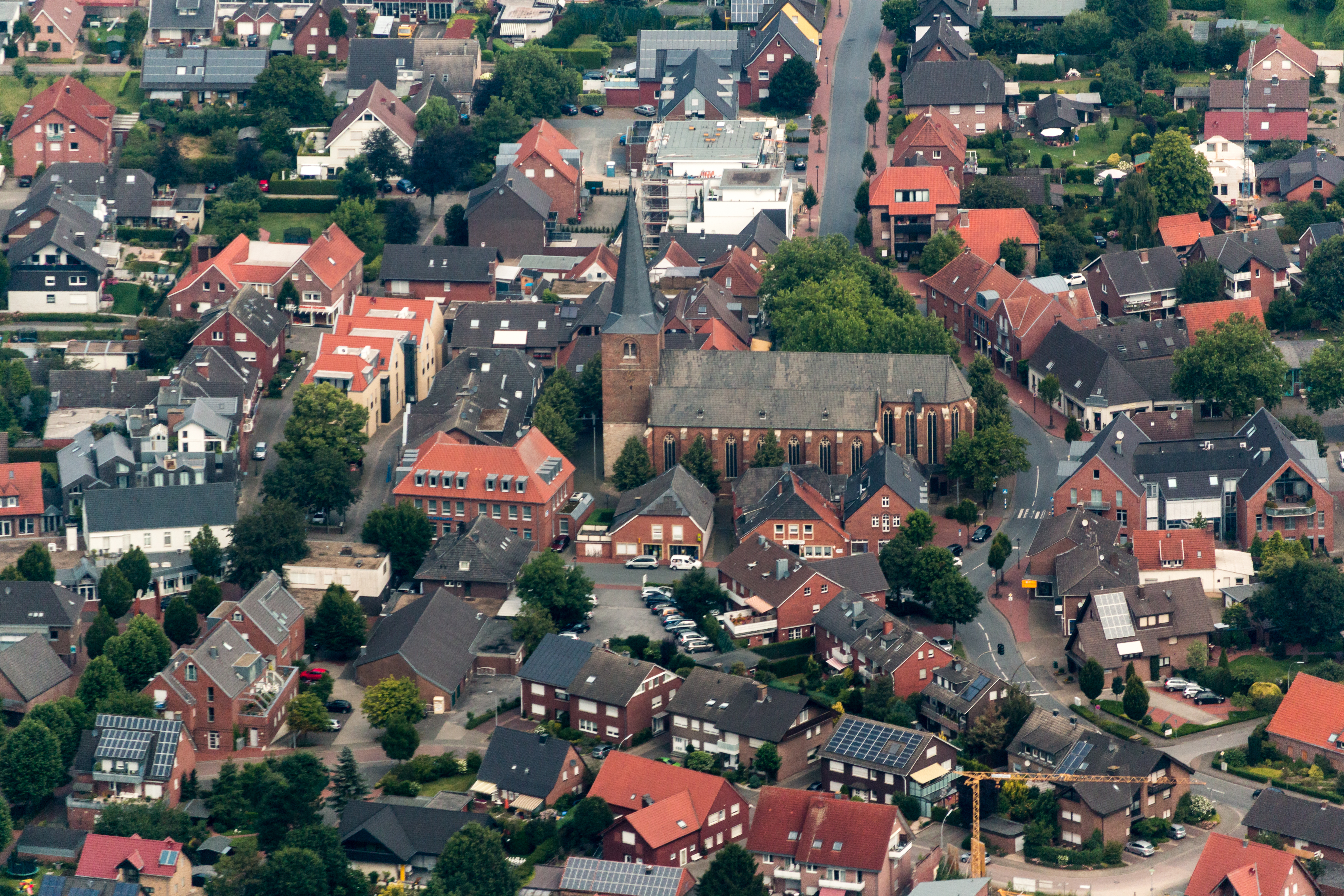
De St. Martin Kirche.

- Aan de B 70, direct ten westen van het dorp Raesfeld, staat Slot Raesfeld,  een van de grootste waterburchten van het Münsterland, met restaurant,  omliggend park en bezoekerscentrum.
- In het woonwijkje Schlossfreiheit bij het kasteel staan aardige, oude huisjes. In één daarvan is een klein oorlogsmuseum (Tweede Wereldoorlog) ingericht; in andere huizen zijn horecagelegenheden en winkels gevestigd.
- Raesfeld ligt in het aan natuurschoon rijke Münsterland, waar het fietstoerisme hoog in  het vaandel staat; er zijn dan ook veel, ook meerdaagse, fietsroutes, die Raesfeld aandoen.
- De Femeiche of Rabeneiche, een zomereik (Quercus robur) waaronder een veemgericht werd gehouden, bij Erle is één der oudste eiken van Duitsland. Reeds in 1441 sprak de Vryenstoel ten Hassenkampe by Erler er tegen moordenaars een doodvonnis door ophanging uit. Over de eik worden talrijke sagen en legenden verteld, zelfs, dat de raven Huginn en Muninn van Wodan, de hoofdgod der Germanen, er regelmatig zouden neerstrijken. De eik is in werkelijkheid naar schatting tussen circa  1200 en 1350 ontkiemd.
- De rooms-katholieke Sint-Martinuskerk in het centrum van Raesfeld is een neogotische hallenkerk, die van 1856-1860 gebouwd werd. Een deel van de toren bij deze kerk dateert nog uit de 12e eeuw.

## Partnergemeentes
Er bestaan jumelages met:
- Wehl bij Doetinchem, Nederland
- Dömitz, Mecklenburg-Voorpommeren, Duitsland
- Kobierzyce, Polen

Ahaus · Bocholt · Borken ·
Gescher · Gronau · Heek · Heiden · Isselburg · Legden · Raesfeld · Reken · Rhede · Schöppingen · Stadtlohn · Südlohn · Velen · Vreden